# Test Hirschberga

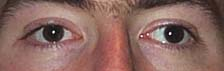
Pozytywny test Hirschberga – w lewym oku refleks nie znajduje się centralnie

Test Hirschberga, inaczej test odblasków rogówkowych – test stosowany w diagnostyce zeza, pozwalający określić w przybliżeniu kąt zeza. Ocenę ustawienia gałek ocznych wykonuje się obserwując położenie refleksu świetlnego, przy oświetleniu oczu za pomocą źródła światła ustawionego na wprost oczu w odległości 33 cm. Prawidłowo refleks powinien znajdować się w centrum źrenic obu oczu. W przypadku zeza lokalizuje się centralnie dla oka prowadzącego, a dla oka zezującego jest przesunięty paracentralnie. Każdy milimetr przesunięcia odpowiada w przybliżeniu 7° kąta zeza. Dla lokalizacji na brzegu źrenicy wynosi 15°, połowa tęczówki 30°, gdy znajduje się poza rąbkiem rogówki odpowiada w przybliżeniu 45°.